# Всемирная метеорологическая организация
Всемирная метеорологическая организация (ВМО, англ. World Meteorological Organization, WMO, фр. Organisation météorologique mondiale, OMM) — специализированное межправительственное учреждение Организации Объединённых Наций в области метеорологии. Основано в 1950 году. Является компетентным органом ООН по вопросам наблюдения за состоянием атмосферы Земли и её взаимодействия с океанами. Штаб-квартира ВМО находится в Женеве, Швейцария.
В день вступления в силу Конвенции об основании ВМО, 23 марта, отмечается Всемирный метеорологический день.

## История
Всемирная метеорологическая организация является специализированным учреждением Организации Объединенных Наций. Это авторитетный источник ООН по вопросам состояния атмосферы Земли, океанов, климата.
Организация была основана в 1950 году, но стала специализированным учреждением ООН только в 1951. ВМО возникла из Международной Метеорологической Организации (ММО; англ. International Meteorological Committee), которая была основана в 1873 году, а 1951 свою работу завершила.
В 2019 году членами ВМО являются 187 государств и 6 территорий.

## Основы
Так как погода, климат и круговорот воды не определяются национальными границами, международное сотрудничество в глобальном масштабе имеет важное значение для развития метеорологии и гидрологии, а также для получения выгод от их применения. ВМО обеспечивает основу для такого международного сотрудничества.
С момента своего создания, ВМО играет важную роль в деле содействия безопасности и благополучию всего человечества. Под руководством ВМО и в рамках программ ВМО национальные метеорологические и гидрологические службы вносят существенный вклад в защиту жизни и имущества от стихийных бедствий, охрану окружающей среды и укрепление экономического и социального благосостояния всех слоев общества в таких областях, как продовольственная безопасность, водные ресурсы и транспорт.
ВМО содействует развитию сотрудничества в создании сетей для проведения метеорологических, климатологических, гидрологических и геофизических наблюдений, а также обмена, обработки и стандартизации соответствующих данных, и помогает передаче технологий, подготовке кадров и в научных исследованиях. Она также способствует сотрудничеству между национальными метеорологическими и гидрологическими службами своих членов и применению метеорологии в сельском хозяйстве, авиации, судоходстве, а также в охране окружающей среды, водных ресурсов и в смягчении последствий стихийных бедствий.
ВМО способствует свободному и неограниченному обмену данными и информацией в реальном или почти реальном времени по вопросам, касающимся охраны и безопасности общества, экономического благосостояния и защиты окружающей среды. Она вносит вклад в разработку политики в этих областях на национальном и международном уровнях.
В конкретных случаях с погодой, климатом и водой, на долю которых приходится почти 90 % всех стихийных бедствий, программы ВМО предоставляют жизненно важную информацию для предупреждения, что спасает жизни и уменьшает ущерб имуществу и окружающей среде. ВМО также способствует снижению воздействия деятельности человека, техногенных катастроф (таких, как те, что связаны с химическими и ядерными авариями), лесных пожаров и вулканического пепла.
ВМО играет ведущую роль в международных усилиях по мониторингу и охране окружающей среды в рамках своих программ. В сотрудничестве с другими учреждениями ООН и национальных метеорологических и гидрологических служб, ВМО содействует реализации ряда экологических конвенций и играет важную роль в предоставлении консультаций и оценок правительствам по соответствующим вопросам. Эти мероприятия — вклад в обеспечение устойчивого развития и благополучия народов.

## Структура

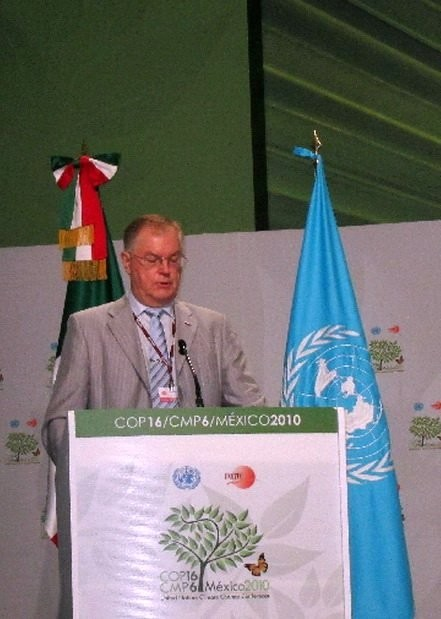
Почётный Президент Всемирной метеорологической организации — Александр Иванович Бедрицкий

### Всемирный метеорологический конгресс
Всемирный метеорологический конгресс является высшим органом организации. Для участия в его работе собираются делегаты стран, вступивших в ВМО. Целью собрания является определение общих направлений деятельности для достижения целей организации и рассмотрение вопросов, связанных с членством, а также выборы президента, вице-президентов и членов Исполнительного Совета. Конгресс проводится раз в четыре года.

### Исполнительный Совет
Исполнительный Совет — исполнительный орган ВМО. Совет отвечает за исполнение решений организации и проверяет расходы бюджетных средств. Состоит из 37 директоров национальных метеорологических или гидрометеорологических служб. В их число входят президент и три вице-президента, избираемые Конгрессом, а также президенты шести региональных ассоциаций. Остальные 27 членов избираются Конгрессом.

### Региональные ассоциации
В ВМО входят шесть региональных ассоциаций, отвечающих за координацию метеорологической и гидрологической деятельности:
«Африка», «Азия», «Южная Америка», «Северная Америка, Центральная Америка и Карибский бассейн», «Юго-западная часть Тихого океана» и «Европа». Президенты региональных ассоциаций являются членами Исполнительного Совета.

### Технические комиссии
Всего в ВМО восемь технических комиссий:
1. Комиссия по основным системам (КОС)
2. Комиссия по приборам и методам наблюдений (КПМН)
3. Комиссия по гидрологии (КГи)
4. Комиссия по атмосферным наукам (КАН)
5. Комиссия по авиационной метеорологии (КАМ)
6. Комиссия по сельскохозяйственной метеорологии (КСхМ)
7. Комиссия по климатологии (ККл)
8. Совместная комиссия ВМО/МОК по океанографии и морской метеорологии (СКОММ)

### Секретариат
Административный, документационный и информационный центр Организации, возглавляемый Генеральным секретарём. В Секретариате размещаются Региональные бюро для Африки, Азии, Европы, Северной Америки, Южной Америки и юго-западной части Тихого океана. Региональные бюро осуществляют координацию деятельности соответствующих бюро на местах.

### Бюро по связям
Имеется два бюро по связям: одно в Нью-Йорке и одно в Брюсселе.

## Членство
По состоянию на 20 марта 2013 года, государствами-членами этой организации являются 185 членов ООН, Острова Кука и Ниуэ. Кроме того, членами организации являются 6 территорий.
Не являются членами ВМО: Гренада, Экваториальная Гвинея, Лихтенштейн, Маршалловы Острова, Палау, Сент-Китс и Невис, Сент-Винсент и Гренадины, Сан-Марино, Ватикан и не полностью признанные государства.